# Чемпионат Дании по маунтинбайку
Чемпионат Дании по маунтинбайку — национальный чемпионат Дании по маунтинбайку. Проводится Велоспортивным союзом Дании с 1992 года. За победу в дисциплинах присуждается майка в цветах национального флага (на илл.).

## История
С самого начала в олимпийской дисциплине кросс-кантри (XCO) выступали только мужчины и юниоры. В 1999 году была добавлена женская элита, а на чемпионате 2019 года впервые был проведён чемпионат XCO среди юниорок.
В 2006 году впервые был проведён чемпионат по кросс-кантри марафону среди мужчин (XCM), а в следующем году соревнования в этой дисциплине проводились также среди женщин.
С 2022 года стали определять чемпиона в дисциплине кросс-кантри шорт-трек (ХСС).
Рекорд среди мужчин принадлежит Себастьяну Фини — он семь раз становился победителем в кросс-кантри (XCO). У женщин рекорд принадлежит Аннике Лангвад — одиннадцать побед, десять из которых были одержаны подряд.

## Призёры

### Мужчины

#### Кросс-кантри
| Год  | Победитель               | Второй              | Третий                      |
| ---- | ------------------------ | ------------------- | --------------------------- |
| 1992 | Ленни Кристенсен         | Хенрик Дьернис      | Микаэль Йёргенсен           |
| 1993 | Хенрик Дьернис           | Микаэль Йёргенсен   | Ян Эстергор                 |
| 1994 | Хенрик Дьернис           | Микаэль Расмуссен   | Ленни Кристенсен            |
| 1995 | Ян Эстергор              | Микаэль Расмуссен   | Эрнст Хансен                |
| 1996 | Микаэль Расмуссен        | Эрнст Хансен        | Ленни Кристенсен            |
| 1997 | Хенрик Дьернис           | Ленни Кристенсен    | Ян Эстергор                 |
| 1998 | Хенрик Дьернис           | Йеспер Агергор      | Ян Эстергор                 |
| 1999 | Хенрик Дьернис           | Йеспер Агергор      | Ленни Кристенсен            |
| 2000 | Хенрик Дьернис           | Микаэль Грёнбех     | Петер Риис Андерсен         |
| 2001 | Петер Риис Андерсен      | Клаус Нильсен       | Ким Петерсен                |
| 2002 | Томас Кристиан Бонне     | Кристиан Поульсен   | Клаус Нильсен               |
| 2003 | Клаус Вестерлунн Нильсен | Петер Риис Андерсен | Петер Бек                   |
| 2004 | Петер Риис Андерсен      | Якоб Фульсанг       | Томас Кристиан Бонне        |
| 2005 | Петер Риис Андерсен      | Якоб Фульсанг       | Клаус Вестерлунн Нильсен    |
| 2006 | Якоб Фульсанг            | Петер Риис Андерсен | Клаус Нильсен               |
| 2007 | Петер Риис Андерсен      | Якоб Фульсанг       | Клаус Нильсен               |
| 2008 | Клаус Нильсен            | Кристиан Поульсен   | Томас Кристиан Бонне        |
| 2009 | Симон Тарп Йенсен        | Йенс Горм Хансен    | Беньямин Юстесен            |
| 2010 | Клаус Нильсен            | Йенс Горм Хансен    | Клаус Вестерлунн Нильсен    |
| 2011 | Беньямин Юстесен         | Йонас Педерсен      | Каспер Сальтофт Кристиансен |
| 2012 | Йонас Педерсен           | Беньямин Юстесен    | Каспер Сальтофт Кристиансен |
| 2013 | Клаус Нильсен            | Беньямин Юстесен    | Томас Кристиан Бонне        |
| 2014 | Себастьян Фини           | Беньямин Юстесен    | Клаус Нильсен               |
| 2015 | Себастьян Фини           | Беньямин Юстесен    | Нильс Расмуссен             |
| 2016 | Симон Андреассен         | Себастьян Фини      | Клаус Нильсен               |
| 2017 | Себастьян Фини           | Клаус Нильсен       | Симон Андреассен            |
| 2018 | Себастьян Фини           | Симон Андреассен    | Беньямин Юстесен            |
| 2019 | Себастьян Фини           | Симон Андреассен    | Беньямин Юстесен            |
| 2020 | Симон Андреассен         | Себастьян Фини      | Александр Юнг Андерсен      |
| 2021 | Симон Андреассен         | Себастьян Фини      | Йонас Линдберг              |
| 2022 | Себастьян Фини           | Тобиас Лиллелунн    | Йонас Линдберг              |
| 2023 | Себастьян Фини           | Симон Андреассен    | Йонас Линдберг              |

#### Марафон
| Год  | Победитель               | Второй                      | Третий                    |
| ---- | ------------------------ | --------------------------- | ------------------------- |
| 2006 | Томас Кристиан Бонне     | Микаэль Грёнбех             | Клаус Вестерлунн Нильсен  |
| 2007 | Якоб Фульсанг            | Томас Кристиан Бонне        | Клаус Вестерлунн Нильсен  |
| 2008 | Клаус Вестерлунн Нильсен | Томас Кристиан Бонне        | Петер Бек                 |
| 2009 | Беньямин Юстесен         | Йенс Горм Хансен            | Расмус Йессинг            |
| 2010 | Беньямин Юстесен         | Йенс Горм Хансен            | Томас Буннгор             |
| 2011 | Беньямин Юстесен         | Каспер Сальтофт Кристиансен | Йенс Горм Хансен          |
| 2012 | Клаус Нильсен            | Беньямин Юстесен            | Сёрен Ниссен              |
| 2013 | Сёрен Ниссен             | Беньямин Юстесен            | Йенс Горм Хансен          |
| 2014 | Беньямин Юстесен         | Томас Буннгор               | Клаус Кроне               |
| 2015 | Сёрен Ниссен             | Беньямин Юстесен            | Томас Буннгор             |
| 2016 | Клаус Нильсен            | Беньямин Юстесен            | Кристиан Свеннсен         |
| 2017 | Каспер Свеннсен          | Беньямин Юстесен            | Нильс Расмуссен           |
| 2018 | Симон Андреассен         | Беньямин Юстесен            | Томас Буннгор             |
| 2019 | Беньямин Юстесен         | Никлас Петерсен             | Матиас Розенберг Педерсен |
| 2020 | Себастьян Фини           | Симон Андреассен            | Виктор Филипсен           |
| 2021 | Симон Андреассен         | Матиас Розенберг Педерсен   | Беньямин Юстесен          |
| 2022 | Йонас Линдберг           | Ян Милленниум               | Матиас Розенберг Педерсен |
| 2023 | Себастьян Фини           | Матиас Розенберг Педерсен   | Тобиас Лиллелунн          |

#### Кросс-кантри шорт-трек
| Год  | Победитель     | Второй               | Третий           |
| ---- | -------------- | -------------------- | ---------------- |
| 2022 | Йонас Линдберг | Себастьян Фини       | Симон Андреассен |
| 2023 | Себастьян Фини | Gustav Heby Pedersen | Симон Андреассен |

### Женщины

#### Кросс-кантри
| Год  | Победитель            | Второй                     | Третий                    |
| ---- | --------------------- | -------------------------- | ------------------------- |
| 1995 | Лотте Бак             | Sanne Schmidt              | Ann Svendsgaard Mathiesen |
| 1996 | Лотте Шмидт           | Майкен Йоргенсен           | Хелле ДеЛева              |
| 1997 | Лотте Шмидт           | Nadine Bruhn               | Мелина Расмуссен          |
| 1998 | Nadine Bruhn          | Пернилле Хансен            | Бирте Дабельштайн         |
| 1999 | Nadine Bruhn          | Сьюзан Берг                | Лотте Шмидт               |
| 2001 | Метте Фишер Андреасен | Лотте Шмидт                | Лис Якобсен               |
| 2002 | Метте Андерсен        | Силья Стадлер              | Лотте Шмидт               |
| 2003 | Метте Андерсен        | Дорте Лозе                 | Лис Якобсен               |
| 2004 | Метте Андерсен        | Лис Якобсен                | Sandra Dolcerocca         |
| 2005 | Julie Bollerup Hansen | Sandra Dolcerocca          | Кариатта Эстер Корома     |
| 2006 | Sandra Dolcerocca     | Анн-Софи Нёргор            | Кристине Нёргор           |
| 2007 | Sandra Dolcerocca     | Кристине Нёргор            | Анн-Софи Нёргор           |
| 2008 | Marie Kunst           | Sandra Dolcerocca          | Анника Лангвад            |
| 2009 | Анника Лангвад        | Сигне Д. Страндвиг         | Метте Мари Кронборг       |
| 2010 | Анника Лангвад        | Метте Мари Кронборг        | Николь Хансен             |
| 2011 | Анника Лангвад        | Rikke Kornvig              | Тина Фогт                 |
| 2012 | Анника Лангвад        | Rikke Kornvig              | Хелле Квортруп Бахманн    |
| 2013 | Анника Лангвад        | Хелле Квортруп Бахманн     | Ванесса Салинас           |
| 2014 | Анника Лангвад        | Лизетт Розенбек Кристенсен | Аппель                    |
| 2015 | Анника Лангвад        | Мелене Дегн                | Хелле Хаугард Йессен      |
| 2016 | Анника Лангвад        | Мелене Дегн                | Май Томсен                |
| 2017 | Анника Лангвад        | Мелене Дегн                | Май Томсен                |
| 2018 | Анника Лангвад        | Мелене Дегн                | Каролин Боэ               |
| 2019 | Мелене Дегн           | Май Томсен                 | Viktoria Smidth Knudsen   |
| 2020 | Анника Лангвад        | Мелене Дегн                | Ann-Dorthe Lisbygd        |
| 2021 | Каролин Боэ           | Мелене Дегн                | Ann-Dorthe Lisbygd        |
| 2022 | Каролин Боэ           | Софи Педерсен              | Мелене Дегн               |
| 2023 | Софи Педерсен         | Каролин Боэ                | Мелене Дегн               |

#### Марафон
| Год  | Победитель              | Второй                     | Третий                    |
| ---- | ----------------------- | -------------------------- | ------------------------- |
| 2006 | Кристине Нёргор         | Анн-Софи Нёргор            | Marie Kunst               |
| 2007 | Marie Kunst             | Анн-Софи Нёргор            | Хелле Квортруп Бахманн    |
| 2008 | Кристине Нёргор         | Анника Лангвад             | Marie Kunst               |
| 2010 | Rikke Kornvig           | Анна Турбьёрн              | Тине Мария Хенриксен      |
| 2011 | Rikke Kornvig           | Хелле Квортруп Бахманн     | Катрин Граш               |
| 2015 | Май Томсен              | Лизетт Розенбек Кристенсен | Хелле Хаугард Йессен      |
| 2017 | Marlene Jakobsen        | Май Томсен                 | Анн-Софи Нёргор           |
| 2018 | Анника Лангвад          | Ann-Dorthe Lisbygd         | Май Томсен                |
| 2019 | Camilla Søgaard         | Ann-Dorthe Lisbygd         | Viktoria Smidth Knudsen   |
| 2020 | Анника Лангвад          | Ann-Dorthe Lisbygd         | Viktoria Smidth Knudsen   |
| 2021 | Кристине Холт           | Viktoria Smidth Knudsen    | Ann-Dorthe Lisbygd        |
| 2022 | Viktoria Smidth Knudsen | Ann-Dorthe Lisbygd         | Клара Софи Сковгор Хансен |
| 2023 |                         |                            |                           |

#### Кросс-кантри шорт-трек
| Год  | Победитель    | Второй        | Третий                    |
| ---- | ------------- | ------------- | ------------------------- |
| 2022 | Каролин Боэ   | Софи Педерсен | Мелене Дегн               |
| 2023 | Софи Педерсен | Мелене Дегн   | Клара Софи Сковгор Хансен |